# Bruno Chizzo
Bruno Chizzo (19. april 1916 - 14. august 1969) var en italiensk fodboldspiller (midtbane).
Chizzo blev verdensmester med Italiens landshold ved EM 1938 i Frankrig, omend han ikke var på banen i nogen af italienernes fire kamp i turneringen. Han nåede aldrig at spille en landskamp. På klubplan tilbragte han hele karrieren i hjemlandet, hvor han blandt andet repræsenterede Udinese i sin fødeby samt A.C. Milan.